# Hazelton (Kansas)
Hazelton è una città degli Stati Uniti d'America della Contea di Barber, nello Stato del Kansas.

## Storia
Hazelton è stata fondata nel 1883. Il nome dato alla cittadina deriva dal suo fondatore, il reverendo J. Hazelton, un pioniere.